# 蓋勒拜勒凱比爾

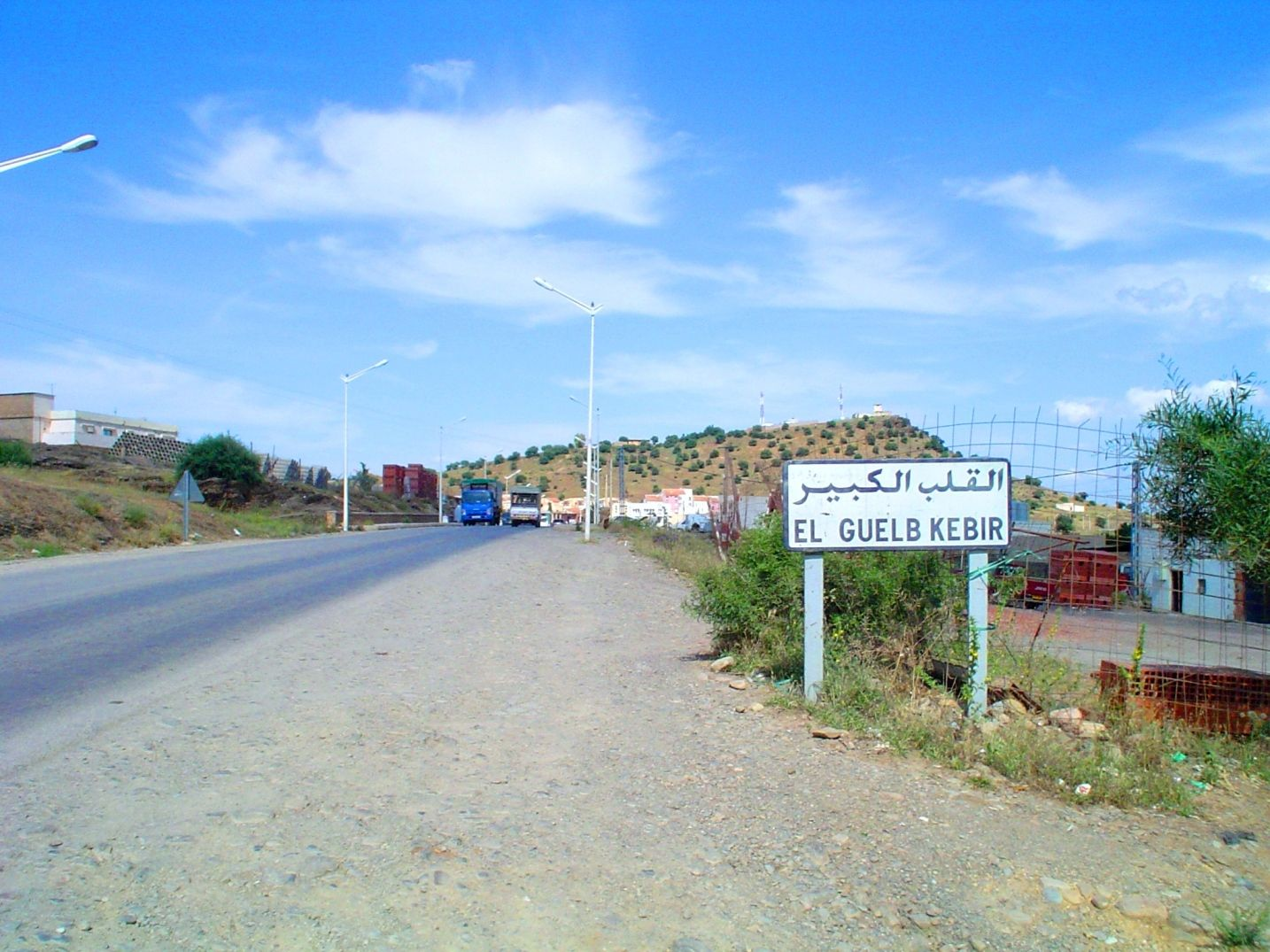
蓋勒拜勒凱比爾

36°15′23″N 3°24′58″E / 36.25639°N 3.41611°E
蓋勒拜勒凱比爾（阿拉伯语：‎），是阿爾及利亞的城鎮，位於該國北部，由麥迪亞省負責管轄，是蓋勒拜勒凱比爾區的首府，面積126平方公里，2008年人口12,782，人口密度每平方公里101人。